# 미국 수정 헌법 제16조
미국 수정 헌법 제16조는 의회가 각 주의 인구에 따른 비례를 고려하지 않고 소득세를 부과할 수 있도록 허용하는 미국 헌법의 수정안이다.
1895년 연방 대법원이 Pollock v. Farmers' Loan & Trust Co. 사건에서 일부 직접세 법률에 헌법적 근거가 없다고 판정한 것에 대한 대응으로서, 1909년 의회에서 통과되었고 1913년 2월 비준한 주들의 수가 정족수를 채워 연방 대법원의 Pollock 판례를 뒤집었다.

## 전문
연방의회는 어떠한 소득원에서 얻어지는 소득에 대하여서도, 각주에 배당하지 아니하고 국세조사나 인구수산정에 관계없이, 소득세를 부과·징수할 권한을 가진다.
The Congress shall have power to lay and collect taxes on incomes, from whatever source derived, without apportionment among the several States, and without regard to any census or enumeration.